# 中田寛美
中田 寛美（なかた ひろみ、1970年3月12日 - ）は、日本の俳優。鹿児島出身。CLEO所属。

## 来歴・人物
- 鹿児島大学法学科卒業後、就職したが、演劇の道に進むため退職[1]。
- 趣味はラグビー、水泳、献血、トランペット。
- 宅地建物取引士の資格を有する。

## 出演

### テレビ
- 永遠の1/2（2000年、TBS）
- やんパパ（2002年、TBS）
- 永遠の仔（2000年、日本テレビ）
- こちら第三社会部（2001年、TBS）
- マリア（2001年、TBS）
- 別れさせ屋（2001年、日本テレビ）
- ココだけの話（2001年、テレビ朝日）
- 整形美人。（2002年、フジテレビ）
- 温泉へ行こう3（2002年、TBS）
- 僕と彼女と彼女の生きる道（2004年、フジテレビ）
- さすらい署長 風間昭平10（2013年、テレビ東京）

### 映画
- 19（2001年公開、監督:渡辺一志）
- コンセント（2002年公開、監督:中原俊）
- 幸福の鐘（2003年公開、監督:SABU (映画監督)）
- 蛇いちご（2003年公開、監督:西川美和）

### オリジナルビデオ
- ハッピーマンゴー（2010年5月28日、オルスタックピクチャーズ） - 由紀夫 役
- ミッシング44（2010年11月3日、アルバトロス） - 小野寺俊夫 役
- ミッシング44 ザ・ファイナルステージ（2010年12月3日、アルバトロス） - 小野寺俊夫 役
- アイドル爆弾（2011年4月6日、アルバトロス） - 青木真一 役
- ミッシング55（2011年9月2日、アルバトロス） - 小野寺俊夫 役
- ミッシング55 ファイナル・ブレイク（2011年10月5日、アルバトロス） - 小野寺俊夫 役
- ドラムリミット 穴（2012年9月28日、オルスタックピクチャーズ）
- テルマエ・エイリアン（2012年10月31日、オルスタックピクチャーズ）
- 高校教授（2012年11月28日、オルスタックピクチャーズ）
- ヘルパースケルター（2013年1月30日、オルスタックピクチャーズ）

### 舞台
SPACE U
- 「とき語り 源氏物語　其の三」（2009年4月28日-5月1日、梅若能楽学院会館） - 惟光・蔵人 役
- 「熊」（2009年9月26日-27日、Theater & Co. COREDO）
- ダークファンタジー「マクベス2010」（2010年12月22日-25日、新国立劇場・小劇場） - 暗殺者
- ヴェニスの商人（2011年9月8日-11日、新国立劇場）

その他
- 「日当山(ひなたやま)しゅじゅどん」（2011年10月29日-30日、蔵まえギャラリー）
- みのむし3（2012年10月12日-14日、ブローダーハウス）
- 学校に原発ができる日（2013年2月20日-24日、pit北/区域）

### CM
- UFJモビット
- NHK
- タイヤ館